# Битка при Солун (1040 втора)
Вижте пояснителната страница за други значения на Битка при Солун.
Битката при Солун се провежда през есента на 1040 близо до град Солун в съвременна Гърция между българите и византийците. Битката приключва с византийска победа.

## Причини за конфликта
Новините за успеха на въстанието на Петър Делян, което започва в началото на 1040 в Белград, скоро достигат до Армения, където много български благородници са заселени след падането на Първата българска държава през 1018 г. Най-влиятелният от тях е Алусиан - втори син на последния български цар Иван Владислав (1015-1018). Преоблечен като наемен войник, той заминава за Константинопол, откъдето успява да стигне до България въпреки стриктния контрол.

## Битка
Неговото пристигане предизвиква повече напрежение в бунтовническия лагер, защото Алусиан също претендира за трона и пази произхода си в тайна, докато намери хора, които да го подкрепят. Петър Делян приветства своя братовчед, макар че знае, че Алусиан може да е потенциален кандидат за короната. Петър II дава на Алусиан 40 000 армия, за да атакува Солун – втория по големина град във Византийската империя.
Алусиан доказва, че е неспособен генерал: когато достигна града, той атакува византийската армия с уморените си войници. Българите не могат да се бият ефективно и губят. Понасят тежки загуби – 15 000 души са избити. Алусиан напуска бойното поле, изоставяйки въоръжението си.

## Последици
Катастрофата при Солун влошава отношенията между Петър Делян и Алусиан. Последният е засрамен от загубата и Делян го заподозира в измяна. Алусиан решава да действа първи и след угощение в началото 1041 ослепява царя. След това се опитва да избяга, за да продължи въстанието, но е победен още веднъж – решава да смени страната и изоставя армията си. Неговото предателство е богато възнаградено.
Макар и сляп, Петър Делян се изправя с остатъка от българската армия, но е победен в битката при Острово и въстанието е потушено.